# Misterbianco
Misterbianco (sicilià Mustarjancu) és un municipi italià, situat a la regió de Sicília i a la ciutat metropolitana de Catània. L'any 2007 tenia 46.982 habitants. Limita amb els municipis de Camporotondo Etneo, Catània, Motta Sant'Anastasia i San Pietro Clarenza.

## Administració
| Període | Identitat      | Partit |
| ------- | -------------- | ------ |
| 2008-   | Ninella Caruso | MpA    |